# Giuseppe Roda (politico)
Giuseppe Roda (Lodi, 8 agosto 1901 – 17 febbraio 1996) è stato un politico italiano.

## Biografia
Commercialista lombardo, eletto al Senato della Repubblica con il Partito Socialista Italiano nel 1953, per la II legislatura, viene poi riconfermato anche nella III e nella IV. Nel 1964 lascia il PSI per contribuire alla nascita del Partito Socialista Italiano di Unità Proletaria, che rappresenta a Palazzo Madama, sino al termine del mandato nel 1968.
Muore nel febbraio 1996, all'età di 94 anni.